# Palpung
Palpung is een Tibetaans klooster in het voormalige koninkrijk Dergé in Kham.
Binnen het Tibetaans boeddhisme valt het klooster onder de kagyütraditie. Het is de zetel van de tai situ en de Jamgon Kongtrül (tulku's).
De tempel wordt vanuit historisch oogpunt geassocieerd met de karmapa's. In de 16e eeuw werd de zestiende Karmapa bijvoorbeeld eerst in Palpung gekroond voordat hij naar zijn hoofdzetel Tsurphu ging in centraal Tibet. De schilderstradities die vanaf de achttiende eeuw in Palpung ontstonden hadden tot in de twintigste eeuw een dominante invloed in de Tibetaanse schilderkunst. 
In Palpung werd in 1875 voor het eerst het termawerk Rinchen Terzö samengesteld. Bij de eerste druk omvatte het 60 of 61 delen.

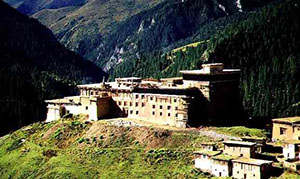
Palpung Thubten Chökhor Ling